# روي جنكينز
روي هاريس جنكينز، البارون جنكينز (بالإنجليزية: Roy Jenkins) (و. 1920 – 2003 م) من هيلهيد، الحاصل على وسام الاستحقاق وعضو في المجلس الخاص للملكة المتحدة (11 نوفمبر 1920 - 5 يناير 2003)، كان سياسيًا بريطانيًا شغل منصب رئيس المفوضية الأوروبية من عام 1977 إلى عام 1981. وكان في أوقات مختلفة عضوًا في حزب العمال والحزب الاشتراكي الديمقراطي والديمقراطيون الليبراليون.
تلقى جينكينز تعليمه في جامعة أكسفورد وشغل منصبَ ضابط مخابرات خلال الحرب العالمية الثانية، وهو ابن عامل منجم الفحم الويلزي ونقابي عمالي، وكان نائبًا عن حزب العمال فيما بعد.  انتُخب نائباً عن حزب العمال في عام 1948، ثم شغل منصب وزير الخزانة ووزير الداخلية في ظل حكومتي العمل لهارولد ويلسون وجيمس كالاهان. في فترته الأولى كوزير للداخلية، سعى إلى بناء ما وصفه بالمجتمع المتحضر، من خلال تدابير قام بها، مثل الإلغاء الفعلي لعقوبة الإعدام والرقابة على المسرح في بريطانيا، وإلغاء تجريم المثلية الجنسية جزئيًا، وتخفيف قانون الطلاق وإيقاف عقوبة الجلد وإزالة قيود قانون الإجهاض. بصفته وزيراً للخزانة، اتبع سياسة مالية صارمة. ُنتخب نائباً لزعيم حزب العمال عام 1970، لكنه استقال عام 1972 لأنه دعم الانضمام إلى المجموعات الأوروبية، وهو ما عارضه الحزب.
وفيما بعد، ترك السياسة البريطانية في عام 1976، إذ تم تعيينه رئيسًا للمفوضية الأوروبية في العام التالي، وخدم حتى عام 1981. كان البريطاني الأول والوحيد الذي يشغل هذا المنصب. عاد إلى السياسة البريطانية عام 1981. ولفزعه من حركة الجناح اليساري لحزب العمل بقيادة مايكل فوت، فقد كان روي أحد أعضاء «عصابة الأربعة» - وهم شخصيات حزب العمل الوسطية التي شكلت الحزب الديمقراطي الاجتماعي (إس بي دي). في عام 1982، فاز جنكينز في انتخابات فرعية للعودة إلى البرلمان، وحصل على مقعد من المحافظين بنتيجة مدوية. تم تعيينه رسميًا زعيم الحزب الديمقراطي الاجتماعي قبل الانتخابات العامة عام 1983، وذلك خلال فترة تحالف الحزب الديمقراطي الاشتراكي والليبرالي. ولكن بعد خيبة أمله من أداء الحزب الديمقراطي الاجتماعي، استقال من منصبه كقائد للحزب.
في عام 1987، انتُخب خلفًا لهارولد ماكميلان كمستشار لجامعة أكسفورد بعد وفاة الأخير. وقد شغل هذا المنصب حتى وفاته بعد ستة عشر عامًا. بعد بضعة أشهر من توليه منصب المستشار، هُزم في الانتخابات العامة عام 1987 على يد مرشح حزب العمال، جورج غالاوي. قبل جينكينز لقب النبلاء بعد فترة وجيزة، وجلس في مجلس اللوردات كديمقراطي ليبرالي. في أواخر التسعينيات، كان مستشارًا لرئيس الوزراء توني بلير وترأس لجنة جنكينز للإصلاح الانتخابي. توفي جينكينز عام 2003 عن عمر يناهز 82 عامًا.
بالإضافة إلى حياته السياسية، كان أيضًا مؤرخًا وكاتب سير وكاتبًا مشهورًا. يعتبر كتابه «حياة في الوسط» (1991) أحد أفضل السير الذاتية في أواخر القرن العشرين، والذي وصف بأن «قراءته ستكون ممتعة بعد فترة طويلة من نسيان معظم الكتب المشابهة».

## النشأة (1920-1945)
ولد روي جينكينز في أبيرسيشان، مونماوثشاير، في جنوب شرق ويلز، وهو الابن الوحيد لمسؤول الاتحاد الوطني لعمال المناجم (آرثر جنكينز). سُجن والده خلال الإضراب العام عام 1926 لتورطه المزعوم في الشغب. أصبح آرثر جنكينز فيما بعد رئيسًا لاتحاد عمال المناجم في جنوب ويلز وعضوًا في البرلمان عن بونتيبول، والسكرتير البرلماني الخاص لكليمنت أتلي، ووزيرًا لفترة وجيزة في حكومة العمال في عام 1945.  كانت والدة روي جينكينزهاتي هاريس) ابنة رئيس عمال في معمل للصلب.

## التعليم
تعلم في جامعة كارديف، وكلية باليول بجامعة اوكسفورد.

## الخدمة العسكرية
خدم في الجيش البريطاني.

## جوائز
حصل على جوائز منها:
- كارلسبريز (11 مايو 1972).[14]

## روابط خارجية
- روي جنكينز على موقع الموسوعة البريطانية (الإنجليزية)
- روي جنكينز على موقع مونزينجر (الألمانية)
- روي جنكينز على موقع إن إن دي بي (الإنجليزية)